# Mathilda scitula
Mathilda scitula är en snäckart som beskrevs av Dall 1889. Mathilda scitula ingår i släktet Mathilda och familjen Mathildidae. Inga underarter finns listade i Catalogue of Life.